# ماريو باديلا
ماريو باديلا (بالإسبانية: Mario Padilla)‏ هو لاعب كرة قدم مكسيكي في مركز الهجوم، ولد في 8 ديسمبر 1985 في Ocotlán, Jalisco ‏ في المكسيك. لعب مع Venados F.C. ‏.